# Sean O'Hanlon
Sean O'Hanlon (Liverpool, 2 gennaio 1983) è un ex calciatore inglese, di ruolo difensore.

## Carriera

### Club
Inizia la carriera nelle giovanili dell'Everton senza riuscire a debuttare in prima squadra; viene mandato in prestito allo Swindon Town venendo acquistato definitivamente nella stagione successiva, diventandone anche capitano.
Nel 2006 passa al MK Dons, giocando spesso e riuscendo anche a vincere un trofeo, il Football League Trophy, arrivando a segnare nella finale contro il Grimsby Town.
Nell'estate del 2011 passa a parametro zero all'Hibernian, in cui inizia da titolare. Finisce spesso in panchina, soprattutto dopo l'arrivo di Pat Fenlon. Riesce comunque a segnare 2 gol.

### Nazionale
Nel 2003 ha giocato 2 partite con la nazionale inglese Under-20.

## Palmarès

### Club

#### Competizioni nazionali
- Campionato inglese di quarta divisione: 1

Milton Keynes Dons: 2007-2008
- Football League Trophy: 1

Milton Keynes Dons: 2007-2008